# Męczennicy z Chideock
Męczennicy z Chideock – ofiary antykatolickich prześladowań w Anglii okresu reformacji, straceni na fali represji zapoczątkowanych przez Henryka VIII ustanawiającego zwierzchność króla nad państwowym Kościołem anglikańskim, czczeni w Kościele katolickim jako męczennicy za wiarę.
Między katolikami, którzy oddali w tym okresie życie w obronie wiary, osiem postaci związanych było z Chideock. Spośród nich siedmiu męczenników beatyfikowano i ci nazywani są „Męczennikami z Chideock”, zaś ósmy wspominany, John Jessop, zmarł w więzieniu również za wyznawany katolicyzm.  
| Imię (imię oryginalne) | Nazwisko  | Data urodzenia | Data śmierci | Narodowość |
| ---------------------- | --------- | -------------- | ------------ | ---------- |
| Patryk (Patrick)       | Salmon    | ?              | 1594         | Irlandczyk |
| Jan (John)             | Cornelius | 1557           | 1594         | Anglik     |
| Tomasz (Thomas)        | Bosgrave  | ?              | 1594         | Anglik     |
| Jan (John)             | Carey     | ?              | 1556         | Irlandczyk |
| Hugon (Hugh)           | Green     | 1584           | 1642         | Anglik     |
| Wilhelm (William)      | Pike      | ?              | 1591         | Anglik     |
| Tomasz (Thomas)        | Pilchard  | 1557           | 1587         | Anglik     |

Na miejscu, gdzie wznosił się zamek Chideock, stoi krzyż upamiętniający tzw. „Męczenników z Chideock”, a kościół pw. „Naszej Pani Królowej Męczenników i św. Ignacego” (ang. Our Lady, Queen of Martyrs and st. Ignatius) jest szczególnym miejscem ich kultu.
Pamięć o męczennikach miała charakter lokalny, a opisy hagiograficzne wyprzedzały badania historyczne, które utrudniała dyskryminacja religijna. Przywrócenie pamięci o straconych katolikach zapoczątkowane zostało w XIX wieku dzięki powrotowi do zasad tolerancji.
Beatyfikowani zostali w dwóch grupach przez papieży: Piusa XI (w 1929 roku pięciu męczenników z Chideock wraz ze stu trzydziestoma sześcioma innymi osobami) i Jana Pawła II (Wilhelm Pike i Tomasz Pilchard w grupie „Osiemdziesięciu pięciu błogosławionych męczenników”, w 1987 roku).
W Kościele katolickim dzienna rocznica śmierci jest dniem wspomnienia liturgicznego każdego z błogosławionych.